# Aircraft Transport and Travel

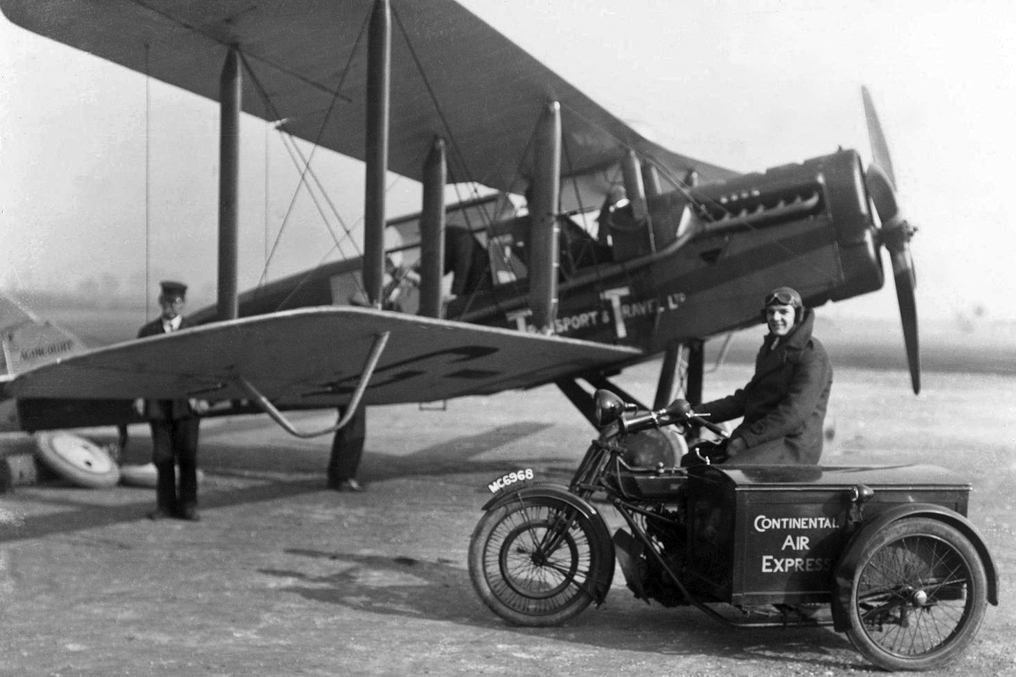

Aircraft Transport and Travel Limited (ATT) var ett av Englands första flygbolag, det grundades av George Holt-Thomas 5 oktober 1916 och blev det första flygbolaget att bedriva reguljär internationell lufttrafik. Bolaget startade med flyglinjen Folkstone-Gent som trafikerades med ett flertal DH 4A biplan som var utrangerade från det brittiska försvaret. 15 juli 1919 inledde bolaget med en provflygning trafik över Engelska kanalen med en Airco DH 9. Flygningen mellan Royal Air Force (RAF) flygbas i Hendon till Le-Bourge i Paris tog 2 timmar och 30 minuter till en kostnad av 21 pund per passagerare. 
25 augusti 1919 kom den reguljära dagliga trafiken mellan London-Paris igång med ett antal Airco DH 16. Trots att det stundtals var dåligt väder och några flygningar tvingades ställas in blev bolaget känt för sin pålitlighet. Detta ledde till att man i november 1919 var det första civila flygbolag som fick ett statlig kontrakt på postbefordran. För att klara sina åtaganden i kontraktet hyrde man in sex stycken DH 9A från RAF. 
17 maj 1920 inledde man i samarbete med KLM en flyglinje med bolagets G-EALU, de Havilland DH 16 mellan Croydon Airport-Amsterdam. 
Eftersom inga statliga bidrag kunde erhållas från de brittiska myndigheterna för att bedriva passagerartrafik blev konkurrensen från de tre franska bolagen som bedrev flygtrafik till London för stor. De tre brittiska bolagen som opererade med var sin flyglinje till Paris beslöt att stoppa all flygverksamhet 28 februari 1921. Kort tid därefter upphörde ATT med sin verksamhet och flygplanen såldes.